# لبا (ذي السفال)

تعديل مصدري - تعديل

لبا هي إحدى قرى عزلة الأشراف بمديرية ذي السفال التابعة لمحافظة إب، بلغ تعداد سكانها 251 نسمة حسب تعداد اليمن لعام 2004.